# Route nationale 19F (Roumanie)
La DN19F (en roumain : Drumul Național 19F) est une route nationale roumaine du județ de Satu Mare, reliant la commune de Satu Mare à la DN1C à hauteur de la commune d'Apa.